# Aa lozanoi
Aa lozanoi là một loài lan thuộc chi Aa. Đây là loài bản địa của Colombia.